# Пустозерский сельсовет
Пустозе́рский сельсовет — сельское поселение в Заполярном районе Ненецкого автономного округа Российской Федерации.
Административный центр — село Оксино.

## География
Населённые пункты МО «Пустозерский сельсовет» расположены на берегах реки Печора.
Село Оксино находится в 40 км выше по течению реки от Нарьян-Мара.

## История
Статус и границы сельского поселения установлены Законом Ненецкого автономного округа от 24 февраля 2005 года № 557-ОЗ «Об административно-территориальном устройстве Ненецкого автономного округа».

## Население
| 1999 | 2010 | 2011 | 2012 | 2013 | 2014 | 2015 | 2016 | 2017 |
| ---- | ---- | ---- | ---- | ---- | ---- | ---- | ---- | ---- |
| 1214 | ↘690 | ↗708 | ↘651 | ↗654 | ↘651 | ↘613 | ↘599 | ↘575 |
| 2018 | 2019 | 2020 | 2021 | 2023 |      |      |      |      |
| ↗583 | ↘539 | ↘520 | ↘495 | ↘474 |      |      |      |      |

## Состав сельского поселения
| № | Населённый пункт | Тип населённого пункта       | Население |
| - | ---------------- | ---------------------------- | --------- |
| 1 | Каменка          | деревня                      | ↘121      |
| 2 | Оксино           | село, административный центр | ↘339      |
| 3 | Хонгурей         | посёлок                      | ↘230      |

## Экономика
Основное занятие населения — рыболовство и молочное животноводство.